# Stella Donnelly
Stella Donnelly (ur. 10 kwietnia 1992) – australijska piosenkarka walijskiego pochodzenia. Urodziła się w Walii, lecz wyemigrowała razem z rodzicami do Perth.
Przygodę z muzyką zaczęła w liceum, współtworząc zespół rockowy grający covery Green Day. Po ukończeniu szkoły średniej, Donelly studiowała muzykę współczesną i jazzową na West Australian Academy of Performing Arts.
W 2017 Donnelly wypuściła pierwszą EPkę zatytułowaną Thrush Metal za pomocą wytwórni Healthy Tapes. Rok później EPka została ponownie wydana przez amerykański label Secretly Canadian. 8 marca 2019 wydała swój debiutancki album Beware of the Dogs również przez Secretly Canadian. Album został ciepło odebrany przez krytyków, a Robert Christgau określił go jako "muzyczną encyklopedię (męskich) dupków".
Na ARIA Music Awards w 2019 roku album został nominowany w kategorii debiutów.

## Dyskografia
Albumy studyjne
- Beware of the Dogs (2019, Secretly Canadian)[7]

EPki
- Thrush Metal (2017, Healthy Tapes)